# 오상욱 (야구인)
오상욱(1972년 10월 6일 ~ )은 전 KBO 리그 야구 선수의 외야수이다. 

## 학력
- 1989 ~ 1992 : 제물포고등학교